# Walkuma
Walkuma was een borg in het Nederlandse dorp Garsthuizen, provincie Groningen. Het voormalige borgterrein is een rijksmonument.

## Geschiedenis
De oudste vermelding van een castrum Walkuma dateert uit 1381. In dat jaar begon een proces tussen Peie Eelkema en de weduwe van Synco Walckema over de bezittingen van de familie Walckema. Onderdeel van deze bezittingen was de borg Walkuma.
In 1614 en 1627 stond de borg bekend als Walckumaheerd en waren de heren Van Isselmuden de eigenaren. Waarschijnlijk was de borg al vóór de 16e eeuw afgewaardeerd tot een zogenaamde heerd.
Walkuma is vermoedelijk in 1743 afgebroken.

## Beschrijving
Het oude kasteelterrein was ongeveer 100 bij 100 meter groot. Het terrein is nog vóór 1987 afgegraven en de grachten zijn gedempt, maar er is nog een u-vormige aarden wal zichtbaar.
De borg is vernoemd naar de familie Walckema.
Allersmaborg · Asingaborg (Middelstum) · Asingaborg (Ulrum) · Asingaborg (Warffum) · Aylbada · Breedenborg · Cortinghuis · Dijkumborg · Dijksterhuis · Ennemaborg · Ewsum · Fraeylemaborg · Piloersemaborg · Hanckemaborg · Iwema-steenhuis · Huis te Lellens · Menkemaborg · Menthedaborg ·Nienoord · Nittersum · Onstaborg · Scheltkema-Nijenstein · Kasteel Selwerd · Takuma · Verhildersum · Walkuma · Wedderborg